# Marcel Büchel
Marcel Büchel (Feldkirch, 18 marzo 1991) è un calciatore austriaco naturalizzato liechtensteinese, centrocampista dell'Aquila e della nazionale liechtensteinese.

## Caratteristiche tecniche
Centrocampista di piede mancino, può giocare sia da centrale, sia da mezzala. Dotato di ottime capacità atletiche e buona visione di gioco, si distingue anche per la foga agonistica con cui gioca.

## Carriera

### Club

#### Giovanili
Esordisce nelle giovanili del club svizzero del San Gallo, con cui nella stagione 2007-2008 gioca anche una partita con la squadra riserve nella terza serie elvetica.

#### Siena
Al termine della stagione 2008-2009, passata interamente nelle giovanili dei biancoverdi, viene acquistato dal Siena, club di Serie A, che lo impiega unicamente nella squadra Primavera.

#### Prestiti a Juventus, Gubbio e Cremonese
Nell'estate del 2010 passa in prestito alla Juventus, con cui oltre a giocare da titolare in Primavera (con la quale raggiunge anche le fasi finali del campionato a essa riservato) esordisce in prima squadra in una partita di Europa League contro gli austriaci del Red Bull Salisburgo, il 4 novembre 2010; nel corso della competizione disputa poi una seconda partita, chiudendo la sua stagione con la prima squadra bianconera con due presenze totali.
Fa quindi ritorno al Siena, che per la stagione 2011-2012 lo cede in prestito al Gubbio, dove Büchel disputa una partita con la Primavera e 2 partite entrambe da titolare in Coppa Italia e 17 partite (10 delle quali partendo da titolare) nel campionato di Serie B, nel quale segna anche il suo primo gol a livello professionistico, il 6 gennaio 2012 in Gubbio-Bari (2-2), partita in cui al 75' realizza il gol del definitivo pareggio rossoblu. A fine anno il club umbro retrocede nel campionato di Lega Pro Prima Divisione e non riscatta il giocatore.
Torna al Siena che lo cede nuovamente in prestito, questa volta alla Cremonese in Lega Pro Prima Divisione. In terza serie nella stagione 2012-2013 Büchel disputa in totale 25 partite, senza mai segnare.

#### Juventus
Il 31 gennaio 2013 viene acquistato in compartecipazione dalla Juventus che non interrompe il prestito alla Cremonese.

#### Prestiti a Virtus Lanciano e Bologna
Nella successiva sessione di calciomercato, il 2 settembre 2013, il giocatore viene ceduto con la formula del prestito alla Virtus Lanciano nel campionato di Serie B per l'intera stagione 2013-2014. Realizza il suo primo gol con la squadra abruzzese il 15 febbraio 2014 al 22' di Avellino-Virtus Lanciano (1-3), partita in cui realizza il momentaneo 0-1.
Il 26 agosto 2014 passa in prestito al Bologna. Segna il suo primo gol in maglia rossoblù in trasferta, contro il Pescara per il momentaneo 1-0 (partita infine vinta dai felsinei 3-2).

#### Empoli ed Hellas Verona
Il 31 agosto 2015 si trasferisce in prestito con diritto di riscatto all'Empoli. Esordisce in Serie A il 4 ottobre 2015 in Empoli-Sassuolo 1-0 e nella successiva giornata, il 17 ottobre 2015, mette a segno il suo primo gol in Roma-Empoli 3-1.
Il 21 aprile 2017, durante un allenamento, resta vittima di un episodio lipotimico, venendo di conseguenza ricoverato in ospedale.
Alla fine della stagione, a seguito della retrocessione dell'Empoli in Serie B dopo la sconfitta per 2-1 in trasferta contro il già retrocesso Palermo, si trasferisce al neopromosso Verona, totalizzandovi 23 presenze.
A fine stagione torna all'Empoli, dove però finisce relegato ai margini della rosa per il campionato 2018-2019, venendo lasciato libero a fine stagione.

#### Juve Stabia
Nell'ottobre 2019 viene messo in prova dalla A.S. Roma ma dopo un mese viene bocciato, e si accasa alla Juve Stabia in Serie B. Il 30 giugno 2020 non viene prolungato l'accordo in scadenza con la società campana, rimanendo così svincolato.

#### Ascoli
Il 16 settembre 2020 firma un contratto di un anno più opzione con l'Ascoli in Serie B. Il 7 maggio 2021 segna il suo primo gol con i marchigiani, aprendo le marcature nel successo per 2-0 sul Cittadella, nella partita che vale la permanenza in serie B della sua squadra. Tre settimane dopo rinnova il suo contratto con il club.
Il 22 settembre 2023, in accordo con la società bianconera, rescinde il contratto che sarebbe scaduto nel giugno del 2024, rimanendo così svincolato.

#### SPAL e Messina
L'11 gennaio 2024, si lega alla SPAL, in Serie C, con cui firma un contratto fino al 30 giugno 2025.
Il 21 gennaio 2025 viene ceduto al Messina.

#### L'Aquila
Il 3 luglio 2025 firma per il L’Aquila in Serie D.

### Nazionale
Tra il 2009 ed il 2010 ha giocato 3 partite senza mai segnare nella nazionale austriaca Under-19.
Tuttavia risponde alla chiamata in nazionale del CT Rene Pauritsch debuttando il 9 ottobre 2015 con il Liechtenstein nella sconfitta interna contro la Svezia.
Il 19 novembre 2018 sigla la sua prima rete, nel pareggio per 2-2 contro l'Armenia valido per l'ultima giornata di Nations League.

## Statistiche

### Presenze e reti nei club
Statistiche aggiornate al 17 maggio 2025.
| Stagione        | Squadra         | Campionato      | Campionato | Campionato | Coppe nazionali | Coppe nazionali | Coppe nazionali | Coppe continentali | Coppe continentali | Coppe continentali | Altre coppe | Altre coppe | Altre coppe | Totale | Totale |
| Stagione        | Squadra         | Comp            | Pres       | Reti       | Comp            | Pres            | Reti            | Comp               | Pres               | Reti               | Comp        | Pres        | Reti        | Pres   | Reti   |
| --------------- | --------------- | --------------- | ---------- | ---------- | --------------- | --------------- | --------------- | ------------------ | ------------------ | ------------------ | ----------- | ----------- | ----------- | ------ | ------ |
| 2009-2010       | Siena           | A               | 0          | 0          | CI              | 0               | 0               | -                  | -                  | -                  | -           | -           | -           | 0      | 0      |
| 2010-2011       | Juventus        | A               | 0          | 0          | CI              | 0               | 0               | UEL                | 2                  | 0                  | -           | -           | -           | 2      | 0      |
| 2011-2012       | Gubbio          | B               | 17         | 1          | CI              | 2               | 0               | -                  | -                  | -                  | -           | -           | -           | 19     | 1      |
| 2012-2013       | Cremonese       | 1D              | 24         | 0          | CI-LP           | 1               | 1               | -                  | -                  | -                  | -           | -           | -           | 25     | 1      |
| 2013-2014       | Virtus Lanciano | B               | 33         | 1          | CI              | 0               | 0               | -                  | -                  | -                  | -           | -           | -           | 33     | 1      |
| 2014-2015       | Bologna         | B               | 26+4       | 3+0        | CI              | 0               | 0               | -                  | -                  | -                  | -           | -           | -           | 30     | 3      |
| 2015-2016       | Empoli          | A               | 28         | 2          | CI              | 0               | 0               | -                  | -                  | -                  | -           | -           | -           | 28     | 2      |
| 2016-2017       | Empoli          | A               | 15         | 0          | CI              | 2               | 0               | -                  | -                  | -                  | -           | -           | -           | 17     | 0      |
| 2017-2018       | Verona          | A               | 23         | 0          | CI              | 1               | 0               | -                  | -                  | -                  | -           | -           | -           | 24     | 0      |
| 2018-2019       | Empoli          | A               | 0          | 0          | CI              | 0               | 0               | -                  | -                  | -                  | -           | -           | -           | 0      | 0      |
| Totale Empoli   | Totale Empoli   | Totale Empoli   | 43         | 2          |                 | 2               | 0               |                    | -                  | -                  |             | -           | -           | 45     | 2      |
| nov. 2019-2020  | Juve Stabia     | B               | 7          | 0          | CI              | 0               | 0               | -                  | -                  | -                  | -           | -           | -           | 0      | 0      |
| 2020-2021       | Ascoli          | B               | 27         | 1          | CI              | -               | -               | -                  | -                  | -                  | -           | -           | -           | 27     | 1      |
| 2021-2022       | Ascoli          | B               | 31         | 1          | CI              | 1               | 0               | -                  | -                  | -                  | -           | -           | -           | 32     | 1      |
| 2022-2023       | Ascoli          | B               | 28         | 1          | CI              | 1               | 0               | -                  | -                  | -                  | -           | -           | -           | 29     | 1      |
| lug.-set. 2023  | Ascoli          | B               | 1          | 0          | CI              | 1               | 0               | -                  | -                  | -                  | -           | -           | -           | 2      | 0      |
| Totale Ascoli   | Totale Ascoli   | Totale Ascoli   | 87         | 3          |                 | 3               | 0               |                    | -                  | -                  |             | -           | -           | 90     | 3      |
| gen.-giu. 2024  | SPAL            | C               | 14         | 0          | CI-C            | 0               | 0               | -                  | -                  | -                  | -           | -           | -           | 14     | 0      |
| 2024-gen.2025   | SPAL            | C               | 15         | 1          | CI-C            | 0               | 0               | -                  | -                  | -                  | -           | -           | -           | 15     | 1      |
| Totale SPAL     | Totale SPAL     | Totale SPAL     | 29         | 1          |                 | 0               | 0               |                    | -                  | -                  |             | -           | -           | 29     | 1      |
| gen.-giu. 2025  | Messina         | C               | 11+2       | 0          | CI-C            | 0               | 0               | -                  | -                  | -                  | -           | -           | -           | 13     | 0      |
| Totale carriera | Totale carriera | Totale carriera | 300+6      | 11         |                 | 9               | 1               |                    | 2                  | 0                  |             | -           | -           | 311    | 12     |

#### Cronologia presenze e reti in nazionale
| Cronologia completa delle presenze e delle reti in nazionale ― Liechtenstein | Cronologia completa delle presenze e delle reti in nazionale ― Liechtenstein | Cronologia completa delle presenze e delle reti in nazionale ― Liechtenstein | Cronologia completa delle presenze e delle reti in nazionale ― Liechtenstein | Cronologia completa delle presenze e delle reti in nazionale ― Liechtenstein | Cronologia completa delle presenze e delle reti in nazionale ― Liechtenstein | Cronologia completa delle presenze e delle reti in nazionale ― Liechtenstein | Cronologia completa delle presenze e delle reti in nazionale ― Liechtenstein |
| Data                                                                         | Città                                                                        | In casa                                                                      | Risultato                                                                    | Ospiti                                                                       | Competizione                                                                 | Reti                                                                         | Note                                                                         |
| ---------------------------------------------------------------------------- | ---------------------------------------------------------------------------- | ---------------------------------------------------------------------------- | ---------------------------------------------------------------------------- | ---------------------------------------------------------------------------- | ---------------------------------------------------------------------------- | ---------------------------------------------------------------------------- | ---------------------------------------------------------------------------- |
| 9-10-2015                                                                    | Vaduz                                                                        | Liechtenstein                                                                | 0 – 2                                                                        | Svezia                                                                       | Qual. Euro 2016                                                              | -                                                                            |                                                                              |
| 12-10-2015                                                                   | Vienna                                                                       | Austria                                                                      | 3 – 0                                                                        | Liechtenstein                                                                | Qual. Euro 2016                                                              | -                                                                            |                                                                              |
| 23-3-2016                                                                    | Gibilterra                                                                   | Gibilterra                                                                   | 0 – 0                                                                        | Liechtenstein                                                                | Amichevole                                                                   | -                                                                            | 72’ 87’                                                                      |
| 28-3-2016                                                                    | Marbella                                                                     | Liechtenstein                                                                | 2 – 3                                                                        | Fær Øer                                                                      | Amichevole                                                                   | -                                                                            | 69’                                                                          |
| 31-8-2016                                                                    | Horsens                                                                      | Danimarca                                                                    | 5 – 0                                                                        | Liechtenstein                                                                | Amichevole                                                                   | -                                                                            | 56’                                                                          |
| 5-9-2016                                                                     | León                                                                         | Spagna                                                                       | 8 – 0                                                                        | Liechtenstein                                                                | Qual. Mondiali 2018                                                          | -                                                                            |                                                                              |
| 6-10-2016                                                                    | Vaduz                                                                        | Liechtenstein                                                                | 0 – 2                                                                        | Albania                                                                      | Qual. Mondiali 2018                                                          | -                                                                            |                                                                              |
| 9-10-2016                                                                    | Gerusalemme                                                                  | Israele                                                                      | 2 – 1                                                                        | Liechtenstein                                                                | Qual. Mondiali 2018                                                          | -                                                                            | 20’ 88’                                                                      |
| 12-11-2016                                                                   | Vaduz                                                                        | Liechtenstein                                                                | 0 – 4                                                                        | Italia                                                                       | Qual. Mondiali 2018                                                          | -                                                                            |                                                                              |
| 24-3-2017                                                                    | Vaduz                                                                        | Liechtenstein                                                                | 0 – 3                                                                        | Macedonia                                                                    | Qual. Mondiali 2018                                                          | -                                                                            |                                                                              |
| 6-10-2017                                                                    | Vaduz                                                                        | Liechtenstein                                                                | 0 – 1                                                                        | Israele                                                                      | Qual. Mondiali 2018                                                          | -                                                                            | 40’                                                                          |
| 13-10-2018                                                                   | Skopje                                                                       | Macedonia                                                                    | 4 – 1                                                                        | Liechtenstein                                                                | UEFA Nations League 2018-2019 - 1º turno                                     | -                                                                            | 32’ 72’                                                                      |
| 16-10-2018                                                                   | Gibilterra                                                                   | Gibilterra                                                                   | 2 – 1                                                                        | Liechtenstein                                                                | UEFA Nations League 2018-2019 - 1º turno                                     | -                                                                            | 39’ 67’                                                                      |
| 16-11-2018                                                                   | Vaduz                                                                        | Liechtenstein                                                                | 0 – 2                                                                        | Macedonia                                                                    | UEFA Nations League 2018-2019 - 1º turno                                     | -                                                                            | 76’                                                                          |
| 19-11-2018                                                                   | Vaduz                                                                        | Liechtenstein                                                                | 2 – 2                                                                        | Armenia                                                                      | UEFA Nations League 2018-2019 - 1º turno                                     | 1                                                                            | 62’                                                                          |
| 8-6-2019                                                                     | Erevan                                                                       | Armenia                                                                      | 3 – 0                                                                        | Liechtenstein                                                                | Qual. Euro 2020                                                              | -                                                                            |                                                                              |
| 11-6-2019                                                                    | Vaduz                                                                        | Liechtenstein                                                                | 0 – 2                                                                        | Finlandia                                                                    | Qual. Euro 2020                                                              | -                                                                            | 32’ 54’                                                                      |
| 8-9-2020                                                                     | Serravalle                                                                   | San Marino                                                                   | 0 – 2                                                                        | Liechtenstein                                                                | UEFA Nations League 2020-2021 - 1º turno                                     | -                                                                            |                                                                              |
| 13-10-2023                                                                   | Vaduz                                                                        | Liechtenstein                                                                | 0 – 2                                                                        | Bosnia ed Erzegovina                                                         | Qual. Euro 2024                                                              | -                                                                            |                                                                              |
| 16-10-2023                                                                   | Reykjavík                                                                    | Islanda                                                                      | 4 – 0                                                                        | Liechtenstein                                                                | Qual. Euro 2024                                                              | -                                                                            | 71’                                                                          |
| 16-11-2023                                                                   | Vaduz                                                                        | Liechtenstein                                                                | 0 – 2                                                                        | Portogallo                                                                   | Qual. Euro 2024                                                              | -                                                                            |                                                                              |
| 19-11-2023                                                                   | Vaduz                                                                        | Liechtenstein                                                                | 0 – 1                                                                        | Lussemburgo                                                                  | Qual. Euro 2024                                                              | -                                                                            |                                                                              |
| 3-6-2024                                                                     | Szombathely                                                                  | Albania                                                                      | 3 – 0                                                                        | Liechtenstein                                                                | Amichevole                                                                   | -                                                                            | 89’                                                                          |
| 7-6-2024                                                                     | Bucarest                                                                     | Romania                                                                      | 0 – 0                                                                        | Liechtenstein                                                                | Amichevole                                                                   | -                                                                            |                                                                              |
| 5-9-2024                                                                     | Serravalle                                                                   | San Marino                                                                   | 1 – 0                                                                        | Liechtenstein                                                                | UEFA Nations League 2024-2025 - 1º turno                                     | -                                                                            |                                                                              |
| 8-9-2024                                                                     | Gibilterra                                                                   | Gibilterra                                                                   | 2 – 2                                                                        | Liechtenstein                                                                | UEFA Nations League 2024-2025 - 1º turno                                     | -                                                                            | 55’ 87’                                                                      |
| 10-10-2024                                                                   | Vaduz                                                                        | Liechtenstein                                                                | 1 – 0                                                                        | Hong Kong                                                                    | Amichevole                                                                   | -                                                                            | 87’                                                                          |
| 13-10-2024                                                                   | Vaduz                                                                        | Liechtenstein                                                                | 0 – 0                                                                        | Gibilterra                                                                   | UEFA Nations League 2024-2025 - 1º turno                                     | -                                                                            | 83’                                                                          |
| 14-11-2024                                                                   | Ta' Qali                                                                     | Malta                                                                        | 2 – 0                                                                        | Liechtenstein                                                                | Amichevole                                                                   | -                                                                            | 72’                                                                          |
| 18-11-2024                                                                   | Vaduz                                                                        | Liechtenstein                                                                | 1 – 3                                                                        | San Marino                                                                   | UEFA Nations League 2024-2025 - 1º turno                                     | -                                                                            | 71’                                                                          |
| Totale                                                                       |                                                                              | Presenze                                                                     | 30                                                                           |                                                                              | Reti                                                                         | 1                                                                            |                                                                              |

## Palmarès
- Challenge League: 1

San Gallo: 2008-2009